# Blyxa hexandra
Blyxa hexandra es una especie de Liliopsida del género Blyxa, de la familia Hydrocharitaceae, del orden Alismatales.

## Distribución
Blyxa hexandra se distribuye por Angola, Burundi, República Central Africana, Tanzania, Zambia y Zaïre.

## Taxonomía
Fue descrita científicamente por C.D.K.Cook & Luond. Fue publicado por primera vez en Mitt. Bot. Staatssamml. München 16: 485 (1980).